# بنه حاجات
بنه حاجات، روستایی از توابع بخش چغامیش شهرستان دزفول در استان خوزستان ایران است.
منطقه بنه حاجات مثل سایر مناطق دیگر ویژه گی های طبیعی وفرهنگی خاص خود را دارد این مناطق معمولا دارای بافت های روستایی وکشاورزی هستند ومردم آنجا به کشاورزی ودامداری مشغولند ساکنین روستای بنه حاجات همه عرب هستند واز طوایف متعددی تشکیل میشوند
مردم بنه حاجات به مهمان نوازی وشوخ طبعی شهرت دارند..طبق سرشماری سال۱۳۸۵ جمعیت این روستا ۱۰۶۲نفر (١٩٤خانوار بوده است.)

## جمعیت
این روستا در دهستان خیبر قرار دارد و براساس سرشماری مرکز آمار ایران در سال ۱۳۸۵، جمعیت آن ۱٬۰۶۲ نفر (۱۹۴خانوار) بوده‌است.